# Anatoli Jewlampijewitsch Garitschew
Anatoli Jewlampijewitsch Garitschew (russisch Анатолий Евлампиевич Гаричев; * 6. September 1938 in Gorki; † 28. Mai 2014 in Sankt Petersburg) war ein sowjetischer bzw. russischer Schauspieler und Grafiker.

## Biografie
Garitschew trat von 1959 bis 1982 am Großen Dramatheater „M. Gorki“ in Leningrad auf. Außerdem gehörte er zeitweise zum Ensemble des Theaters Балтийский дом (Baltijskis dom).
Sein Filmdebüt gab der dunkelhaarige Darsteller 1959 in der Gorki-Adaption  Фома Гордеев (Foma Gordejew). Bis in die frühen 1970er Jahre konzentrierte er sich überwiegend auf Bühnenaufzeichnungen, war danach aber fast durchgehend in Spielfilmen zu sehen. Garitschew spielte häufig seriöse Charaktere wie Militärangehörige oder Kleriker. Eine seiner wichtigsten Rollen gab er in der Fernsehreihe Конь Белый (Kon Bely, 1993) über den Russischen Bürgerkrieg, die zugleich sein letztes Projekt darstellte.
Neben der Schauspielerei war Garitschew auch als Grafiker tätig und erlangte insbesondere für seine Porträtzeichnungen und Karikaturen von Theaterdarstellern Bekanntheit.

## Theaterarbeit (Auswahl)
- Поднятая целина (Podnjataja zelina) – nach dem Roman Neuland unterm Pflug
- Kleinbürger (Meschtschane)
- Sommergäste (Datschniki) – von Maxim Gorki
- Protokoll einer Sitzung (Protokol odnogo sasedanija) – von Alexander Gelman
- Heinrich IV. (Henry IV)
- ხანუმა (Chanuma) – von Awksenti Zagareli
- Molière – von Michail Bulgakow
- Пузырьки (Pusyrki) – von Alexander Grigorjewitsch Chmelik
- Последний срок (Posledni srok) – nach Walentin Rasputins Roman Die letzte Frist
- Provinzanekdoten (Prowinzialjnyje anekdoty) – von Alexander Wampilow

## Filmografie (Auswahl)
- 1959: Фома Гордеев (Foma Gordejew)
- 1966: Tibul besiegt die Dickwänste (Tri tolstjaka)
- 1971: Счастье Анны (Stschastje Anny)
- 1975: Переходим к любви (Perechodim k ljubwi) (Fernsehfilm)
- 1977: Запасной аэродром (Sapasnoi aerodrom)
- 1978: Ошибки юности (Oschibki junosti)
- 1982: Формула памяти (Formula pamjati) (Fernsehfilm)
- 1985: Противостояние (Protiwostojanije) (Fernsehreihe)
- 1985: Agonia – Rasputin, Gott und Satan (Agonija)
- 1990: Когда святые маршируют (Kogda swjatyje marschirujut)
- 1993: Владимир Святой (Wladimir Swjatoi)
- 1993: Конь Белый (Kon Bely) (Fernsehreihe)
- 1994: Вива, Кастро! (Wiwa, Kastro!)